# Subtraço

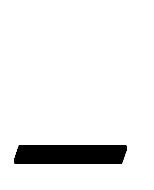
Subtraço

O subtraço ou traço inferior, às vezes referido pelo termo da língua inglesa underscore ou underline, é o caractere ASCII de valor 95. É um sinal gráfico muito usado em informática para substituir o espaço em branco quando este não é aceito, sendo, por exemplo, bastante comum em endereços de correio eletrônico.

## Origem e uso
Este caractere surgiu nas máquinas de escrever, quando era utilizado para sublinhar palavras, nos tempos em que não havia processamento de texto: o dactilógrafo escrevia a palavra na máquina de escrever, regressava ao princípio e utilizava o caractere "_" para sublinhar essa palavra.
Atualmente, o subtraço é utilizado sobretudo em informática, para substituir o espaço em branco em aplicações e sistemas que não suportam o caractere " " (espaço), por exemplo, em URLs da World Wide Web, endereços de correio eletrônico (por exemplo, não seria utilizado normalmente o email "underscore user@example.com", mas sim o endereço "underscore_user@example.com"). 
Além disso, o subtraço também é utilizado como diacrítico em algumas línguas indígenas das Américas e idiomas da África.

## Codificação Unicode e digitação
Em Unicode, o caractere é codificado em U+005F _ LOW LINE (&lowbar;, &UnderBar; · caractere de espaçamento).
O valor ASCII desse caractere é 95. No teclado de computador padrão EUA ou Reino Unido 101/102, ele compartilha uma chave com o hífen-menos (-) na linha superior, à direita da tecla 0.